# Marco II Sanudo
Marco II Sanudo (1220 ? -1303), fut le troisième duc de Naxos (1262 ? - 1303).
Il passa la majeure partie de sa jeunesse à la cour d'Achaïe. Il succéda à son père Angelo Sanudo après 1262. Durant son règne, le duché de Naxos connut de graves difficultés. Il ne cessa de rétrécir sous les coups de l'Empire byzantin qui tentait de reprendre le terrain perdu lors de la quatrième croisade en faisant disparaître les États latins. Le duché fut pris dans les conflits plus vastes : entre les Byzantins et les Angevins de Sicile (Marco II était vassal de Charles Ier de Sicile, héritier de la principauté d'Achaïe) ; entre les Angevins et les Aragonais ; entre les Vénitiens, les Byzantins et les Génois. Il y eut aussi des conflits locaux : à propos de la suzeraineté sur l'île d'Andros ou à propos d'un âne volé sur Tinos.
Son fils Guglielmo Sanudo lui succéda en 1303.

## Famille et jeunesse

### Famille

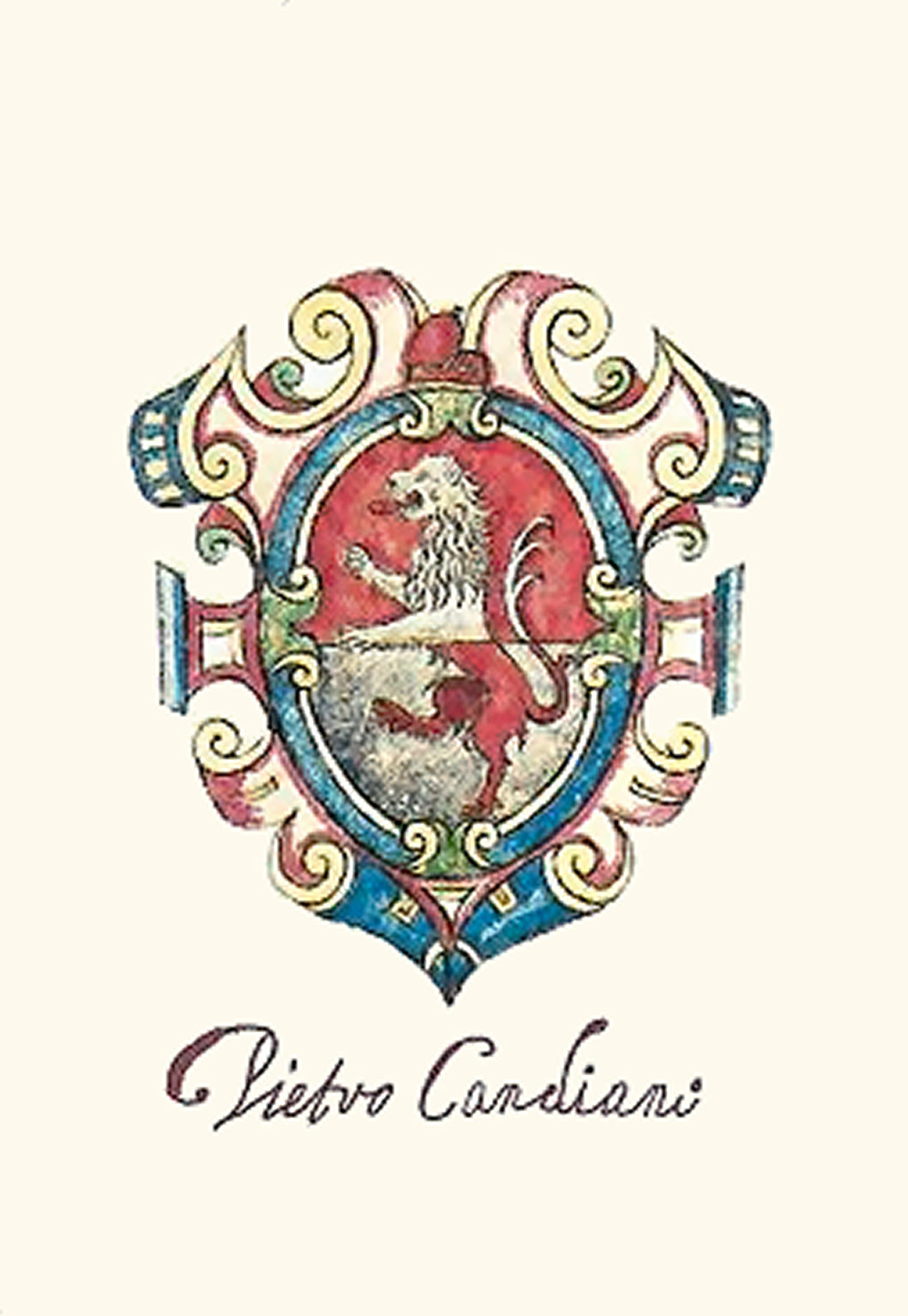
Armoiries de Pietro I Candiano.

La famille Sanudo aurait sous le nom de Candiano fourni divers doges à la Sérénissime dont Pietro III Candiano Canuto (le chenu) ou Sanuto (le sage)  (942-959). Les derniers Candiano directs furent attestés au XIe siècle. Ensuite, il est uniquement question de la famille des Sanudo. Un Marco Sanudo est attesté dans la seconde moitié du XIe siècle. Il semble avoir porté les titres de conseiller et de capitaine. Il aurait aussi été ambassadeur de Venise à Constantinople où il aurait alors noué de nombreux et fructueux contacts en Grèce et dans les îles de la mer Égée. Le surnom de Costantinopolitani (le « Constantinopolitain ») lui fut attribué. Il aurait eu un fils Pietro qui épousa Zabarella, une sœur du doge Enrico Dandolo. De ce mariage seraient nés trois fils : Marco, Bernardo et Lunardo. Ces deux derniers auraient été impliqués dans la vie politique et dirigé des navires, dont lors de la conquête de Constantinople en 1204.
Marco Sanudo, le grand-père de Marco II et fondateur de la dynastie, participa à la quatrième croisade en 1204 et à la négociation de l'achat de la Crète par Venise à Boniface de Montferrat. Il fonda le duché de Naxos, entre 1205 et 1207 ou peu après 1213-1214, selon les versions, et y fit construire une nouvelle capitale autour de sa forteresse, le castro. Il lutta aux côtés de Venise lors d'une expédition en Crète en 1211. Marco Sanudo, vassal de l'empereur latin Henri de Hainaut, combattit l'empire de Nicée mais aussi Theodoros Angelos Doukas, le despote d'Épire.
Angelo Sanudo, le père de Marco II, passa la plus grande partie de sa vie à guerroyer, principalement pour ses suzerains l'empereur latin puis après 1248 le prince d'Achaïe. Il participa dès 1216 à une expédition contre le despotat d'Épire. Il apporta l'aide de la flotte naxiote à l'Empire en 1235 lorsque celui-ci fut menacé par les Bulgares. En 1248, la suzeraineté sur le duché de Naxos fut transféré de l'Empire latin à la principauté d'Achaïe. Ce fut en tant que vassal de Guillaume II de Villehardouin qu'Angelo Sanudo participa à la bataille de Pélagonia où il fut fait prisonnier.
Marco II Sanudo avait un frère Marino qui eut Paros et Antiparos en apanage et une sœur qui épousa Paolo Navigaioso, Seigneur de Lemnos.

### Jeunesse
Marco II Sanudo passa la majeure partie de sa jeunesse à la cour d'Achaïe à Andreville (Andravida) où il aurait appris le français et aurait reçu sa formation chevaleresque au château de Clairmont.
Après la prise de Constantinople en 1261 par Michel VIII Paléologue, Angelo Sanudo envoya son épouse et son fils aîné Marco rendre hommage à l'empereur latin déchu, Baudouin II réfugié à Thèbes. Là, Marco fut, symboliquement, fait chevalier de l'Empire.

## Duc de Naxos

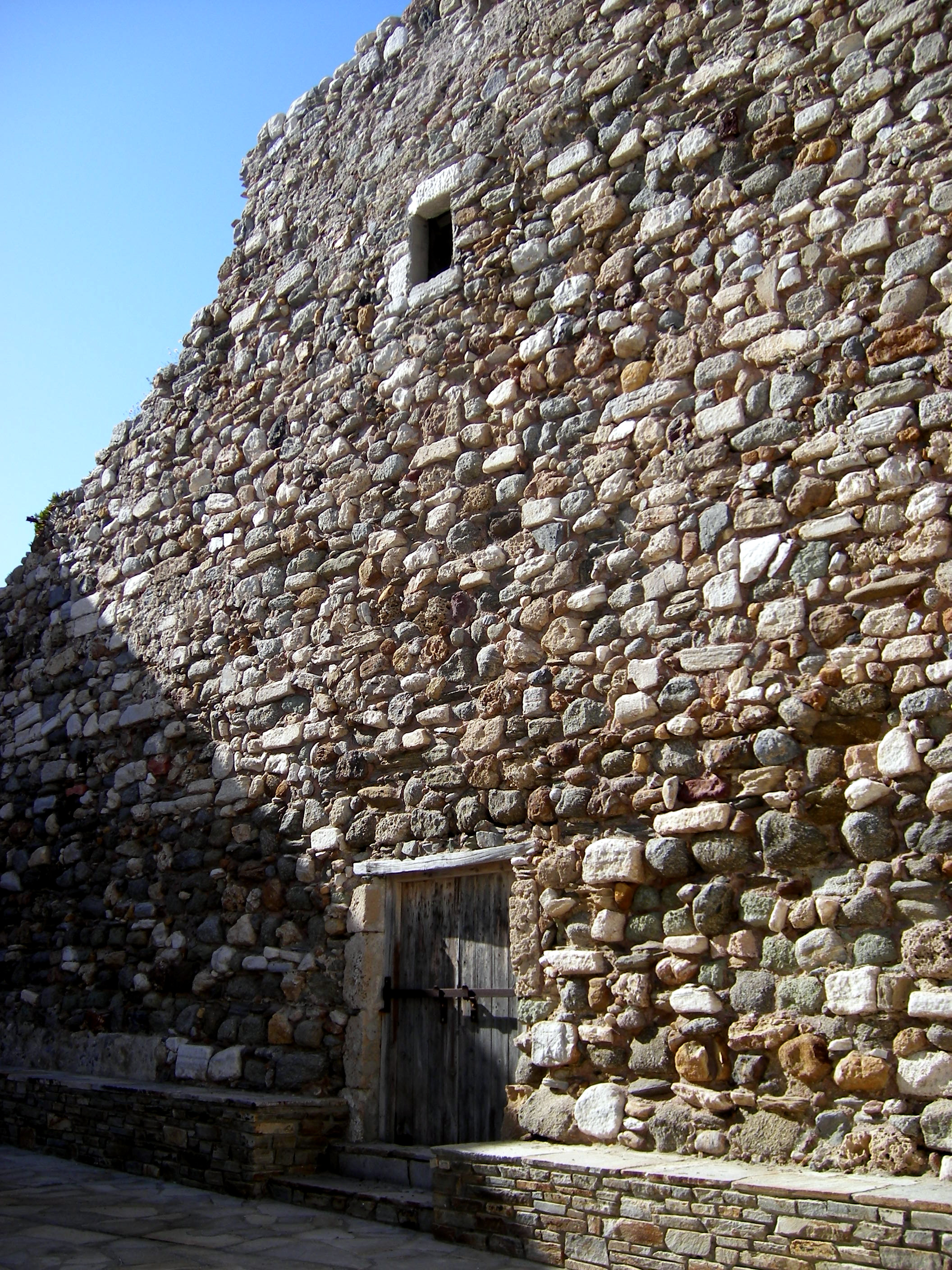
Ruines du donjon du castro de Naxos.

Marco Sanudo succéda à son père Angelo Sanudo en 1262 (?).

### Un duché de plus en plus étroit
Depuis sa reconquête de Constantinople, Michel VIII Paléologue tentait de redonner à l'Empire byzantin son étendue ancienne en s'emparant des divers États latins. Le duché de Naxos fut victime d'attaques répétées de la part de la flotte byzantine. Vers 1263, l'amiral byzantin Alexis Philanthropenos aurait conduit celle-ci dans les Cyclades et peut-être reçu une soumission formelle de la part du duc. La campagne de Philanthropenos et le recul du pouvoir latin suscita une rébellion sur Milos. Là, un moine orthodoxe souleva la population pour exiger le départ des « Francs ». La rébellion dura plusieurs semaines, jusqu'à ce que Marco II débarquât. Il assiégea les rebelles et les réduisit. Il pardonna à la population de l'île. Mais, le moine fut jeté à la mer pieds et poings liés. En 1265, Michel VIII signa une trêve avec Venise et rappela Philanthropenos, relâchant la pression sur le duché de Marco II. 
Michel VIII, menacé par les Occidentaux et principalement Charles Ier de Sicile avait réussi à éloigner le danger grâce à la négociation d'un rapprochement entre Église orthodoxe et Église catholique dit « Union de Lyon » en 1274. Soulagé sur son front ouest, il reprit ses tentatives pour s'emparer des derniers États latins. Il prit à son service Licario, un chevalier d'origine lombarde d'Eubée révolté contre les seigneurs de l'ile. Nommé grand amiral, il entreprit de ravager l'Égée ; lui ou d'autres corsaires latins au service des Byzantins conquirent Kéa, Sérifos, Siphnos et d'autres petites îles, les réintégrant de fait dans l'Empire byzantin. Les vassaux de Marco II ne purent rien faire et ils se réfugièrent soit en Crète soit sur Naxos. L'accord signé entre Michel VIII et Venise en 1277 lui garantit un répit provisoire.
L'année suivante (1278), le duché de Naxos changea de suzerain. Marco II avait été le vassal de Guillaume II de Villehardouin, le prince d'Achaïe. Ce dernier était le vassal du roi de Sicile Charles d'Anjou. En effet, le dernier empereur latin de Constantinople Baudouin II, déchu par Michel VIII, avait confié ses fiefs à Charles de Sicile. Le fils de Charles, Philippe, avait épousé la fille de Guillaume II, Isabelle. Philippe, décédé en 1277, le fief était revenu à son père. Il décida d'envoyer un bailie informer ses vassaux grecs de la nouvelle situation. Galéran d'Ivry vint dans l'archipel recueillir l'hommage de Marco II à son nouveau suzerain.
Charles Ier de Sicile n'avait pas renoncé à ses projets de conquête dans l'Empire byzantin. Il disposait de points d'appui en Grèce : la Morée et une partie des Cyclades. Il pouvait aussi compter sur la flotte, même diminuée, du duché de Naxos. L'élection comme Pape de Martin IV, opposé à l'Union de Lyon, rendait le moment propice. Cependant, les Vêpres siciliennes, plus ou moins commanditées par Michel VIII, repoussèrent sine die toute perspective d'action sicilienne en Grèce. Marco II ne pouvait plus compter sur son suzerain angevin pour regagner ses terres perdues. En 1292, les Aragonais, ennemis des Angevins, s'attaquèrent à leurs possessions en Grèce : l'amiral Roger de Lauria ravagea les Cyclades sans que Marco II pût encore faire quoi que ce fût. 
Cependant, à partir de 1296, une guerre entre Venise d'un côté et l'Empire byzantin et Gênes de l'autre permit aux seigneurs latins des Cyclades de regagner une partie du terrain perdu dans les années précédentes. La guerre se déroula dans l'Égée et les populations locales souffrirent à nouveau. Cependant, certains seigneurs vénitiens qui avaient reconquis des îles ne reconnurent pas l'autorité de Marco II, ce qui fut à l'origine de conflits entre les ducs et les nouveaux conquérants durant plusieurs décennies. En août 1301, le fils de Marco, Guglielmo, passa un contrat avec un corsaire Ancônitain en vue de la reconquête de Santorin : ce dernier devait lui remettre l'île au terme de cinq jours de pillage à son profit ; les Sanudi furent cependant devancés par Giacomo Barozzi et ne récupérèrent Santorin qu'au milieu du XIVe siècle.

### Conflit de suzeraineté à propos d'Andros

Armes des Sanudi, ducs de Naxos

En 1282, le statut féodal d'Andros posa problème. Au cours de la quatrième croisade, les vainqueurs s'étaient partagé l'Empire byzantin selon un traité (Partitio Terrarum ou Partitio Romaniae) probablement rédigé à l’automne 1204 ; parmi les Cyclades, seule Andros avait été attribuée aux Vénitiens. Cependant, lors de la conquête du duché par Marco Sanudo vers 1206-1207, c'est un certain Marino Dandolo qui avait pris possession d'Andros, en tant que vassal de Sanudo. Un peu plus tard, Geremia Ghisi qui possédait en propre (avec son frère Andrea) Tinos et Mykonos, occupa l'île dont il chassa Marino et sa sœur Maria Doro, probablement avec l'assentiment du duc Angelo Sanudo. Un procès à Venise opposa alors les héritiers de Dandolo et de sa sœur aux Ghisi ; l'île était cependant revenue à Angelo Sanudo après la mort de Geremia Ghisi, puis à Marco II,.
En 1282, Niccolo Querini, fils et héritier de la veuve (remariée) de Marino Dandolo, Felisa, réussit à faire citer Marco II Sanudo devant les tribunaux vénitiens. La république de Venise considérait qu'Andros lui appartenait. Les Sanudo considéraient qu'Andros relevait de leur juridiction féodale. Marco II, dans la lettre qu'il adressa en réponse aux revendications de Venise, affirmait son indépendance à l'égard de la République, son suzerain étant le prince d'Achaïe. Finalement, un accord fut conclu une dizaine d'années plus tard, Marco II s'engageant à verser une forte somme à Niccolo en contrepartie de la renonciation à toute prétention sur Andros de la part des Querini.

### « La guerre de l'âne »
En 1286, une guerre eut lieu entre les Sanudo et Bartolomeo Ghisi, seigneur de Tinos. Des pirates avaient pillé Tinos lors d'un raid. Dans leur butin se trouvait un âne qu'il revendirent sur Syros au gouverneur de l'île, Guglielmo Sanudo, le fils de Marco II. Ayant appris où se trouvait leur âne, les Ghisi en exigèrent la restitution que refusa Guglielmo qui arguait du fait qu'il l'avait payé. Les Ghisi réunirent leur flotte et firent le siège de Syros. Ils furent délogés par l'apparition d'une flotte des Angevins de Sicile. Un bailie fut nommé pour statuer sur le cas de l'âne, mais la décision a été perdue.

### La légende de «Saint-Gras»
Marco II aurait eu à affronter un autre mouvement de mécontentement, sur l'île même de Naxos. Une tradition locale voulait qu'on fît passer les nouveau-nés à travers l'autel creux de la chapelle d'Aghios Pakhomios afin de leur faire gagner un peu de poids pour leur assurer une meilleure survie. Aghios Pakhomios avait d'ailleurs été surnommé Aghios Pachys, « Saint-Gras ». Il semblerait que Marco II ait considéré ce rituel comme de la superstition et ait décidé d'y mettre fin. Il aurait fait détruire la chapelle et l'autel ce qui aurait entraîné le mécontentement des Naxiotes voire un danger de rébellion. C'est alors qu'aurait été construit la forteresse d'Apanokastro afin de surveiller la population locale.

## Mariage et descendance
Le nom de l'épouse de Marco II Sanudo n'est pas connu. Ils eurent trois fils : Guglielmo qui succéda à son père en 1303 ; Francesco qui fut gouverneur de Milos et Marco qui reçut des fiefs en Eubée.

## Arbre généalogique
|  |  |                                             |                                             |                                             |                                             |                                             |                                             |                                |                                |                                                   |                                                   |                                                   |                                                   |                                                   |                                                   |                                          |                                          | Marco Sanudo Constantinopolitani                                 |                                                                  |                                                                  |                                                                  |                                                                  |                                                                  |                                   |                                   |                                                           |                                                           |                                                           |                                                           |                                                           |                                                           |                                     |                                     |                                                 |                                                 |                                                 |                                                 |                                                 |                                                 |  |  |  |  |  |  |  |  |  |  |  |  |  |  |  |  |  |  |  |  |  |  |  |  |  |  |  |  |  |  |  |  |
|  |  |                                             |                                             |                                             |                                             |                                             |                                             |                                |                                |                                                   |                                                   |                                                   |                                                   |                                                   |                                                   |                                          |                                          |                                                                  |                                                                  |                                                                  |                                                                  |                                                                  |                                                                  |                                   |                                   |                                                           |                                                           |                                                           |                                                           |                                                           |                                                           |                                     |                                     |                                                 |                                                 |                                                 |                                                 |                                                 |                                                 |  |  |  |  |  |  |  |  |  |  |  |  |  |  |  |  |  |  |  |  |  |  |  |  |  |  |  |  |  |  |  |  |
|  |  |                                             |                                             |                                             |                                             |                                             |                                             |                                |                                |                                                   |                                                   |                                                   |                                                   |                                                   |                                                   |                                          |                                          |                                                                  |                                                                  |                                                                  |                                                                  |                                                                  |                                                                  |                                   |                                   |                                                           |                                                           |                                                           |                                                           |                                                           |                                                           |                                     |                                     |                                                 |                                                 |                                                 |                                                 |                                                 |                                                 |  |  |  |  |  |  |  |  |  |  |  |  |  |  |  |  |  |  |  |  |  |  |  |  |  |  |  |  |  |  |  |  |
|  |  | Enrico Dandolo (doge de Venise)             | Enrico Dandolo (doge de Venise)             | Enrico Dandolo (doge de Venise)             | Enrico Dandolo (doge de Venise)             | Enrico Dandolo (doge de Venise)             | Enrico Dandolo (doge de Venise)             |                                |                                | une sœur d'Enrico                                 | une sœur d'Enrico                                 | une sœur d'Enrico                                 | une sœur d'Enrico                                 | une sœur d'Enrico                                 | une sœur d'Enrico                                 |                                          |                                          | Pietro Sanudo                                                    | Pietro Sanudo                                                    | Pietro Sanudo                                                    | Pietro Sanudo                                                    | Pietro Sanudo                                                    | Pietro Sanudo                                                    |                                   |                                   |                                                           |                                                           |                                                           |                                                           |                                                           |                                                           |                                     |                                     |                                                 |                                                 |                                                 |                                                 |                                                 |                                                 |  |  |  |  |  |  |  |  |  |  |  |  |  |  |  |  |  |  |  |  |  |  |  |  |  |  |  |  |  |  |  |  |
|  |  | Enrico Dandolo (doge de Venise)             | Enrico Dandolo (doge de Venise)             | Enrico Dandolo (doge de Venise)             | Enrico Dandolo (doge de Venise)             | Enrico Dandolo (doge de Venise)             | Enrico Dandolo (doge de Venise)             |                                |                                | une sœur d'Enrico                                 | une sœur d'Enrico                                 | une sœur d'Enrico                                 | une sœur d'Enrico                                 | une sœur d'Enrico                                 | une sœur d'Enrico                                 |                                          |                                          | Pietro Sanudo                                                    | Pietro Sanudo                                                    | Pietro Sanudo                                                    | Pietro Sanudo                                                    | Pietro Sanudo                                                    | Pietro Sanudo                                                    |                                   |                                   |                                                           |                                                           |                                                           |                                                           |                                                           |                                                           |                                     |                                     |                                                 |                                                 |                                                 |                                                 |                                                 |                                                 |  |  |  |  |  |  |  |  |  |  |  |  |  |  |  |  |  |  |  |  |  |  |  |  |  |  |  |  |  |  |  |  |
|  |  |                                             |                                             |                                             |                                             |                                             |                                             |                                |                                |                                                   |                                                   |                                                   |                                                   |                                                   |                                                   |                                          |                                          |                                                                  |                                                                  |                                                                  |                                                                  |                                                                  |                                                                  |                                   |                                   |                                                           |                                                           |                                                           |                                                           |                                                           |                                                           |                                     |                                     |                                                 |                                                 |                                                 |                                                 |                                                 |                                                 |  |  |  |  |  |  |  |  |  |  |  |  |  |  |  |  |  |  |  |  |  |  |  |  |  |  |  |  |  |  |  |  |
|  |  |                                             |                                             |                                             |                                             |                                             |                                             |                                |                                |                                                   |                                                   |                                                   |                                                   |                                                   |                                                   |                                          |                                          |                                                                  |                                                                  |                                                                  |                                                                  |                                                                  |                                                                  |                                   |                                   |                                                           |                                                           |                                                           |                                                           |                                                           |                                                           |                                     |                                     |                                                 |                                                 |                                                 |                                                 |                                                 |                                                 |  |  |  |  |  |  |  |  |  |  |  |  |  |  |  |  |  |  |  |  |  |  |  |  |  |  |  |  |  |  |  |  |
|  |  | Bernardo Sanudo                             | Bernardo Sanudo                             | Bernardo Sanudo                             | Bernardo Sanudo                             | Bernardo Sanudo                             | Bernardo Sanudo                             |                                |                                | Lunardo Sanudo                                    | Lunardo Sanudo                                    | Lunardo Sanudo                                    | Lunardo Sanudo                                    | Lunardo Sanudo                                    | Lunardo Sanudo                                    |                                          |                                          | 1. Inconnue                                                      | 1. Inconnue                                                      | 1. Inconnue                                                      | 1. Inconnue                                                      | 1. Inconnue                                                      | 1. Inconnue                                                      |                                   |                                   | Marco Sanudo 1205 ? - 1227 ?                              | Marco Sanudo 1205 ? - 1227 ?                              | Marco Sanudo 1205 ? - 1227 ?                              | Marco Sanudo 1205 ? - 1227 ?                              | Marco Sanudo 1205 ? - 1227 ?                              | Marco Sanudo 1205 ? - 1227 ?                              |                                     |                                     | 2. Une sœur de l'empereur (latin ou de Nicée ?) | 2. Une sœur de l'empereur (latin ou de Nicée ?) | 2. Une sœur de l'empereur (latin ou de Nicée ?) | 2. Une sœur de l'empereur (latin ou de Nicée ?) | 2. Une sœur de l'empereur (latin ou de Nicée ?) | 2. Une sœur de l'empereur (latin ou de Nicée ?) |  |  |  |  |  |  |  |  |  |  |  |  |  |  |  |  |  |  |  |  |  |  |  |  |  |  |  |  |  |  |  |  |
|  |  | Bernardo Sanudo                             | Bernardo Sanudo                             | Bernardo Sanudo                             | Bernardo Sanudo                             | Bernardo Sanudo                             | Bernardo Sanudo                             |                                |                                | Lunardo Sanudo                                    | Lunardo Sanudo                                    | Lunardo Sanudo                                    | Lunardo Sanudo                                    | Lunardo Sanudo                                    | Lunardo Sanudo                                    |                                          |                                          | 1. Inconnue                                                      | 1. Inconnue                                                      | 1. Inconnue                                                      | 1. Inconnue                                                      | 1. Inconnue                                                      | 1. Inconnue                                                      |                                   |                                   | Marco Sanudo 1205 ? - 1227 ?                              | Marco Sanudo 1205 ? - 1227 ?                              | Marco Sanudo 1205 ? - 1227 ?                              | Marco Sanudo 1205 ? - 1227 ?                              | Marco Sanudo 1205 ? - 1227 ?                              | Marco Sanudo 1205 ? - 1227 ?                              |                                     |                                     | 2. Une sœur de l'empereur (latin ou de Nicée ?) | 2. Une sœur de l'empereur (latin ou de Nicée ?) | 2. Une sœur de l'empereur (latin ou de Nicée ?) | 2. Une sœur de l'empereur (latin ou de Nicée ?) | 2. Une sœur de l'empereur (latin ou de Nicée ?) | 2. Une sœur de l'empereur (latin ou de Nicée ?) |  |  |  |  |  |  |  |  |  |  |  |  |  |  |  |  |  |  |  |  |  |  |  |  |  |  |  |  |  |  |  |  |
|  |  |                                             |                                             |                                             |                                             |                                             |                                             |                                |                                |                                                   |                                                   |                                                   |                                                   |                                                   |                                                   |                                          |                                          |                                                                  |                                                                  |                                                                  |                                                                  |                                                                  |                                                                  |                                   |                                   |                                                           |                                                           |                                                           |                                                           |                                                           |                                                           |                                     |                                     |                                                 |                                                 |                                                 |                                                 |                                                 |                                                 |  |  |  |  |  |  |  |  |  |  |  |  |  |  |  |  |  |  |  |  |  |  |  |  |  |  |  |  |  |  |  |  |
|  |  |                                             |                                             |                                             |                                             |                                             |                                             |                                |                                |                                                   |                                                   |                                                   |                                                   | une fille de Macaire de Sainte-Menehould          | une fille de Macaire de Sainte-Menehould          | une fille de Macaire de Sainte-Menehould | une fille de Macaire de Sainte-Menehould | une fille de Macaire de Sainte-Menehould                         | une fille de Macaire de Sainte-Menehould                         |                                                                  |                                                                  | Angelo Sanudo 1227 ? - 1262 ?                                    | Angelo Sanudo 1227 ? - 1262 ?                                    | Angelo Sanudo 1227 ? - 1262 ?     | Angelo Sanudo 1227 ? - 1262 ?     | Angelo Sanudo 1227 ? - 1262 ?                             | Angelo Sanudo 1227 ? - 1262 ?                             |                                                           |                                                           | Giovanni Sanudo (installé en Eubée)                       | Giovanni Sanudo (installé en Eubée)                       | Giovanni Sanudo (installé en Eubée) | Giovanni Sanudo (installé en Eubée) | Giovanni Sanudo (installé en Eubée)             | Giovanni Sanudo (installé en Eubée)             |                                                 |                                                 |                                                 |                                                 |  |  |  |  |  |  |  |  |  |  |  |  |  |  |  |  |  |  |  |  |  |  |  |  |  |  |  |  |  |  |  |  |
|  |  |                                             |                                             |                                             |                                             |                                             |                                             |                                |                                |                                                   |                                                   |                                                   |                                                   | une fille de Macaire de Sainte-Menehould          | une fille de Macaire de Sainte-Menehould          | une fille de Macaire de Sainte-Menehould | une fille de Macaire de Sainte-Menehould | une fille de Macaire de Sainte-Menehould                         | une fille de Macaire de Sainte-Menehould                         |                                                                  |                                                                  | Angelo Sanudo 1227 ? - 1262 ?                                    | Angelo Sanudo 1227 ? - 1262 ?                                    | Angelo Sanudo 1227 ? - 1262 ?     | Angelo Sanudo 1227 ? - 1262 ?     | Angelo Sanudo 1227 ? - 1262 ?                             | Angelo Sanudo 1227 ? - 1262 ?                             |                                                           |                                                           | Giovanni Sanudo (installé en Eubée)                       | Giovanni Sanudo (installé en Eubée)                       | Giovanni Sanudo (installé en Eubée) | Giovanni Sanudo (installé en Eubée) | Giovanni Sanudo (installé en Eubée)             | Giovanni Sanudo (installé en Eubée)             |                                                 |                                                 |                                                 |                                                 |  |  |  |  |  |  |  |  |  |  |  |  |  |  |  |  |  |  |  |  |  |  |  |  |  |  |  |  |  |  |  |  |
|  |  |                                             |                                             |                                             |                                             |                                             |                                             |                                |                                |                                                   |                                                   |                                                   |                                                   |                                                   |                                                   |                                          |                                          |                                                                  |                                                                  |                                                                  |                                                                  |                                                                  |                                                                  |                                   |                                   |                                                           |                                                           |                                                           |                                                           |                                                           |                                                           |                                     |                                     |                                                 |                                                 |                                                 |                                                 |                                                 |                                                 |  |  |  |  |  |  |  |  |  |  |  |  |  |  |  |  |  |  |  |  |  |  |  |  |  |  |  |  |  |  |  |  |
|  |  |                                             |                                             |                                             |                                             |                                             |                                             |                                |                                |                                                   |                                                   |                                                   |                                                   |                                                   |                                                   |                                          |                                          |                                                                  |                                                                  |                                                                  |                                                                  |                                                                  |                                                                  |                                   |                                   |                                                           |                                                           |                                                           |                                                           |                                                           |                                                           |                                     |                                     |                                                 |                                                 |                                                 |                                                 |                                                 |                                                 |  |  |  |  |  |  |  |  |  |  |  |  |  |  |  |  |  |  |  |  |  |  |  |  |  |  |  |  |  |  |  |  |
|  |  |                                             |                                             |                                             |                                             |                                             |                                             |                                |                                | une fille ∞ Paolo Navigaioso (seigneur de Lemnos) | une fille ∞ Paolo Navigaioso (seigneur de Lemnos) | une fille ∞ Paolo Navigaioso (seigneur de Lemnos) | une fille ∞ Paolo Navigaioso (seigneur de Lemnos) | une fille ∞ Paolo Navigaioso (seigneur de Lemnos) | une fille ∞ Paolo Navigaioso (seigneur de Lemnos) |                                          |                                          | Marino Sanudo (apanage de Paros et Antiparos) ∞ Portia da Verona | Marino Sanudo (apanage de Paros et Antiparos) ∞ Portia da Verona | Marino Sanudo (apanage de Paros et Antiparos) ∞ Portia da Verona | Marino Sanudo (apanage de Paros et Antiparos) ∞ Portia da Verona | Marino Sanudo (apanage de Paros et Antiparos) ∞ Portia da Verona | Marino Sanudo (apanage de Paros et Antiparos) ∞ Portia da Verona |                                   |                                   | Marco II Sanudo 1262 ? - 1303                             | Marco II Sanudo 1262 ? - 1303                             | Marco II Sanudo 1262 ? - 1303                             | Marco II Sanudo 1262 ? - 1303                             | Marco II Sanudo 1262 ? - 1303                             | Marco II Sanudo 1262 ? - 1303                             |                                     |                                     |                                                 |                                                 |                                                 |                                                 |                                                 |                                                 |  |  |  |  |  |  |  |  |  |  |  |  |  |  |  |  |  |  |  |  |  |  |  |  |  |  |  |  |  |  |  |  |
|  |  |                                             |                                             |                                             |                                             |                                             |                                             |                                |                                | une fille ∞ Paolo Navigaioso (seigneur de Lemnos) | une fille ∞ Paolo Navigaioso (seigneur de Lemnos) | une fille ∞ Paolo Navigaioso (seigneur de Lemnos) | une fille ∞ Paolo Navigaioso (seigneur de Lemnos) | une fille ∞ Paolo Navigaioso (seigneur de Lemnos) | une fille ∞ Paolo Navigaioso (seigneur de Lemnos) |                                          |                                          | Marino Sanudo (apanage de Paros et Antiparos) ∞ Portia da Verona | Marino Sanudo (apanage de Paros et Antiparos) ∞ Portia da Verona | Marino Sanudo (apanage de Paros et Antiparos) ∞ Portia da Verona | Marino Sanudo (apanage de Paros et Antiparos) ∞ Portia da Verona | Marino Sanudo (apanage de Paros et Antiparos) ∞ Portia da Verona | Marino Sanudo (apanage de Paros et Antiparos) ∞ Portia da Verona |                                   |                                   | Marco II Sanudo 1262 ? - 1303                             | Marco II Sanudo 1262 ? - 1303                             | Marco II Sanudo 1262 ? - 1303                             | Marco II Sanudo 1262 ? - 1303                             | Marco II Sanudo 1262 ? - 1303                             | Marco II Sanudo 1262 ? - 1303                             |                                     |                                     |                                                 |                                                 |                                                 |                                                 |                                                 |                                                 |  |  |  |  |  |  |  |  |  |  |  |  |  |  |  |  |  |  |  |  |  |  |  |  |  |  |  |  |  |  |  |  |
|  |  |                                             |                                             |                                             |                                             |                                             |                                             |                                |                                |                                                   |                                                   |                                                   |                                                   |                                                   |                                                   |                                          |                                          |                                                                  |                                                                  |                                                                  |                                                                  |                                                                  |                                                                  |                                   |                                   |                                                           |                                                           |                                                           |                                                           |                                                           |                                                           |                                     |                                     |                                                 |                                                 |                                                 |                                                 |                                                 |                                                 |  |  |  |  |  |  |  |  |  |  |  |  |  |  |  |  |  |  |  |  |  |  |  |  |  |  |  |  |  |  |  |  |
|  |  |                                             |                                             |                                             |                                             |                                             |                                             |                                |                                |                                                   |                                                   |                                                   |                                                   |                                                   |                                                   |                                          |                                          | Guglielmo Sanudo 1303 - 1323                                     | Guglielmo Sanudo 1303 - 1323                                     | Guglielmo Sanudo 1303 - 1323                                     | Guglielmo Sanudo 1303 - 1323                                     | Guglielmo Sanudo 1303 - 1323                                     | Guglielmo Sanudo 1303 - 1323                                     |                                   |                                   | Francesco Sanudo (apanage de Milos) ∞ Cassandra de Durnay | Francesco Sanudo (apanage de Milos) ∞ Cassandra de Durnay | Francesco Sanudo (apanage de Milos) ∞ Cassandra de Durnay | Francesco Sanudo (apanage de Milos) ∞ Cassandra de Durnay | Francesco Sanudo (apanage de Milos) ∞ Cassandra de Durnay | Francesco Sanudo (apanage de Milos) ∞ Cassandra de Durnay |                                     |                                     | Marco Sanudo (apanages à Andros et en Eubée)    | Marco Sanudo (apanages à Andros et en Eubée)    | Marco Sanudo (apanages à Andros et en Eubée)    | Marco Sanudo (apanages à Andros et en Eubée)    | Marco Sanudo (apanages à Andros et en Eubée)    | Marco Sanudo (apanages à Andros et en Eubée)    |  |  |  |  |  |  |  |  |  |  |  |  |  |  |  |  |  |  |  |  |  |  |  |  |  |  |  |  |  |  |  |  |
|  |  |                                             |                                             |                                             |                                             |                                             |                                             |                                |                                |                                                   |                                                   |                                                   |                                                   |                                                   |                                                   |                                          |                                          | Guglielmo Sanudo 1303 - 1323                                     | Guglielmo Sanudo 1303 - 1323                                     | Guglielmo Sanudo 1303 - 1323                                     | Guglielmo Sanudo 1303 - 1323                                     | Guglielmo Sanudo 1303 - 1323                                     | Guglielmo Sanudo 1303 - 1323                                     |                                   |                                   | Francesco Sanudo (apanage de Milos) ∞ Cassandra de Durnay | Francesco Sanudo (apanage de Milos) ∞ Cassandra de Durnay | Francesco Sanudo (apanage de Milos) ∞ Cassandra de Durnay | Francesco Sanudo (apanage de Milos) ∞ Cassandra de Durnay | Francesco Sanudo (apanage de Milos) ∞ Cassandra de Durnay | Francesco Sanudo (apanage de Milos) ∞ Cassandra de Durnay |                                     |                                     | Marco Sanudo (apanages à Andros et en Eubée)    | Marco Sanudo (apanages à Andros et en Eubée)    | Marco Sanudo (apanages à Andros et en Eubée)    | Marco Sanudo (apanages à Andros et en Eubée)    | Marco Sanudo (apanages à Andros et en Eubée)    | Marco Sanudo (apanages à Andros et en Eubée)    |  |  |  |  |  |  |  |  |  |  |  |  |  |  |  |  |  |  |  |  |  |  |  |  |  |  |  |  |  |  |  |  |
|  |  |                                             |                                             |                                             |                                             |                                             |                                             |                                |                                |                                                   |                                                   |                                                   |                                                   |                                                   |                                                   |                                          |                                          |                                                                  |                                                                  |                                                                  |                                                                  |                                                                  |                                                                  |                                   |                                   |                                                           |                                                           |                                                           |                                                           |                                                           |                                                           |                                     |                                     |                                                 |                                                 |                                                 |                                                 |                                                 |                                                 |  |  |  |  |  |  |  |  |  |  |  |  |  |  |  |  |  |  |  |  |  |  |  |  |  |  |  |  |  |  |  |  |
|  |  | Marco (Marcolino) Sanudo (apanage de Milos) | Marco (Marcolino) Sanudo (apanage de Milos) | Marco (Marcolino) Sanudo (apanage de Milos) | Marco (Marcolino) Sanudo (apanage de Milos) | Marco (Marcolino) Sanudo (apanage de Milos) | Marco (Marcolino) Sanudo (apanage de Milos) |                                |                                | Niccolò Sanudo ∞ Jeanne de Brienne 1323 - 1341    | Niccolò Sanudo ∞ Jeanne de Brienne 1323 - 1341    | Niccolò Sanudo ∞ Jeanne de Brienne 1323 - 1341    | Niccolò Sanudo ∞ Jeanne de Brienne 1323 - 1341    | Niccolò Sanudo ∞ Jeanne de Brienne 1323 - 1341    | Niccolò Sanudo ∞ Jeanne de Brienne 1323 - 1341    |                                          |                                          | Marino et Pietro Sanudo                                          | Marino et Pietro Sanudo                                          | Marino et Pietro Sanudo                                          | Marino et Pietro Sanudo                                          | Marino et Pietro Sanudo                                          | Marino et Pietro Sanudo                                          |                                   |                                   | Giovanni Sanudo 1341 - 1362                               | Giovanni Sanudo 1341 - 1362                               | Giovanni Sanudo 1341 - 1362                               | Giovanni Sanudo 1341 - 1362                               | Giovanni Sanudo 1341 - 1362                               | Giovanni Sanudo 1341 - 1362                               |                                     |                                     | Gugliemo Sanudo                                 | Gugliemo Sanudo                                 | Gugliemo Sanudo                                 | Gugliemo Sanudo                                 | Gugliemo Sanudo                                 | Gugliemo Sanudo                                 |  |  |  |  |  |  |  |  |  |  |  |  |  |  |  |  |  |  |  |  |  |  |  |  |  |  |  |  |  |  |  |  |
|  |  | Marco (Marcolino) Sanudo (apanage de Milos) | Marco (Marcolino) Sanudo (apanage de Milos) | Marco (Marcolino) Sanudo (apanage de Milos) | Marco (Marcolino) Sanudo (apanage de Milos) | Marco (Marcolino) Sanudo (apanage de Milos) | Marco (Marcolino) Sanudo (apanage de Milos) |                                |                                | Niccolò Sanudo ∞ Jeanne de Brienne 1323 - 1341    | Niccolò Sanudo ∞ Jeanne de Brienne 1323 - 1341    | Niccolò Sanudo ∞ Jeanne de Brienne 1323 - 1341    | Niccolò Sanudo ∞ Jeanne de Brienne 1323 - 1341    | Niccolò Sanudo ∞ Jeanne de Brienne 1323 - 1341    | Niccolò Sanudo ∞ Jeanne de Brienne 1323 - 1341    |                                          |                                          | Marino et Pietro Sanudo                                          | Marino et Pietro Sanudo                                          | Marino et Pietro Sanudo                                          | Marino et Pietro Sanudo                                          | Marino et Pietro Sanudo                                          | Marino et Pietro Sanudo                                          |                                   |                                   | Giovanni Sanudo 1341 - 1362                               | Giovanni Sanudo 1341 - 1362                               | Giovanni Sanudo 1341 - 1362                               | Giovanni Sanudo 1341 - 1362                               | Giovanni Sanudo 1341 - 1362                               | Giovanni Sanudo 1341 - 1362                               |                                     |                                     | Gugliemo Sanudo                                 | Gugliemo Sanudo                                 | Gugliemo Sanudo                                 | Gugliemo Sanudo                                 | Gugliemo Sanudo                                 | Gugliemo Sanudo                                 |  |  |  |  |  |  |  |  |  |  |  |  |  |  |  |  |  |  |  |  |  |  |  |  |  |  |  |  |  |  |  |  |
|  |  | Fiorenza Sanudo                             | Fiorenza Sanudo                             | Fiorenza Sanudo                             | Fiorenza Sanudo                             | Fiorenza Sanudo                             | Fiorenza Sanudo                             |                                |                                | Francesco Ier Crispo 1383 - 1397                  | Francesco Ier Crispo 1383 - 1397                  | Francesco Ier Crispo 1383 - 1397                  | Francesco Ier Crispo 1383 - 1397                  | Francesco Ier Crispo 1383 - 1397                  | Francesco Ier Crispo 1383 - 1397                  |                                          |                                          | 1. Giovanni dalle Carceri                                        | 1. Giovanni dalle Carceri                                        | 1. Giovanni dalle Carceri                                        | 1. Giovanni dalle Carceri                                        | 1. Giovanni dalle Carceri                                        | 1. Giovanni dalle Carceri                                        |                                   |                                   | Fiorenza Sanudo 1362 - 1371                               | Fiorenza Sanudo 1362 - 1371                               | Fiorenza Sanudo 1362 - 1371                               | Fiorenza Sanudo 1362 - 1371                               | Fiorenza Sanudo 1362 - 1371                               | Fiorenza Sanudo 1362 - 1371                               |                                     |                                     | 2. Niccolo Sanudo Spezzabanda 1362 - 1371       | 2. Niccolo Sanudo Spezzabanda 1362 - 1371       | 2. Niccolo Sanudo Spezzabanda 1362 - 1371       | 2. Niccolo Sanudo Spezzabanda 1362 - 1371       | 2. Niccolo Sanudo Spezzabanda 1362 - 1371       | 2. Niccolo Sanudo Spezzabanda 1362 - 1371       |  |  |  |  |  |  |  |  |  |  |  |  |  |  |  |  |  |  |  |  |  |  |  |  |  |  |  |  |  |  |  |  |
|  |  | Fiorenza Sanudo                             | Fiorenza Sanudo                             | Fiorenza Sanudo                             | Fiorenza Sanudo                             | Fiorenza Sanudo                             | Fiorenza Sanudo                             |                                |                                | Francesco Ier Crispo 1383 - 1397                  | Francesco Ier Crispo 1383 - 1397                  | Francesco Ier Crispo 1383 - 1397                  | Francesco Ier Crispo 1383 - 1397                  | Francesco Ier Crispo 1383 - 1397                  | Francesco Ier Crispo 1383 - 1397                  |                                          |                                          | 1. Giovanni dalle Carceri                                        | 1. Giovanni dalle Carceri                                        | 1. Giovanni dalle Carceri                                        | 1. Giovanni dalle Carceri                                        | 1. Giovanni dalle Carceri                                        | 1. Giovanni dalle Carceri                                        |                                   |                                   | Fiorenza Sanudo 1362 - 1371                               | Fiorenza Sanudo 1362 - 1371                               | Fiorenza Sanudo 1362 - 1371                               | Fiorenza Sanudo 1362 - 1371                               | Fiorenza Sanudo 1362 - 1371                               | Fiorenza Sanudo 1362 - 1371                               |                                     |                                     | 2. Niccolo Sanudo Spezzabanda 1362 - 1371       | 2. Niccolo Sanudo Spezzabanda 1362 - 1371       | 2. Niccolo Sanudo Spezzabanda 1362 - 1371       | 2. Niccolo Sanudo Spezzabanda 1362 - 1371       | 2. Niccolo Sanudo Spezzabanda 1362 - 1371       | 2. Niccolo Sanudo Spezzabanda 1362 - 1371       |  |  |  |  |  |  |  |  |  |  |  |  |  |  |  |  |  |  |  |  |  |  |  |  |  |  |  |  |  |  |  |  |
|  |  |                                             |                                             |                                             |                                             |                                             |                                             |                                |                                |                                                   |                                                   |                                                   |                                                   |                                                   |                                                   |                                          |                                          |                                                                  |                                                                  |                                                                  |                                                                  |                                                                  |                                                                  |                                   |                                   |                                                           |                                                           |                                                           |                                                           |                                                           |                                                           |                                     |                                     |                                                 |                                                 |                                                 |                                                 |                                                 |                                                 |  |  |  |  |  |  |  |  |  |  |  |  |  |  |  |  |  |  |  |  |  |  |  |  |  |  |  |  |  |  |  |  |
|  |  |                                             |                                             |                                             |                                             | Giacomo Ier Crispo 1397 - 1418              | Giacomo Ier Crispo 1397 - 1418              | Giacomo Ier Crispo 1397 - 1418 | Giacomo Ier Crispo 1397 - 1418 | Giacomo Ier Crispo 1397 - 1418                    | Giacomo Ier Crispo 1397 - 1418                    |                                                   |                                                   |                                                   |                                                   |                                          |                                          |                                                                  |                                                                  |                                                                  |                                                                  | Niccolo dalle Carceri 1371 - 1383                                | Niccolo dalle Carceri 1371 - 1383                                | Niccolo dalle Carceri 1371 - 1383 | Niccolo dalle Carceri 1371 - 1383 | Niccolo dalle Carceri 1371 - 1383                         | Niccolo dalle Carceri 1371 - 1383                         |                                                           |                                                           | Maria Sanudo ∞ Gaspard Sommaripa                          | Maria Sanudo ∞ Gaspard Sommaripa                          | Maria Sanudo ∞ Gaspard Sommaripa    | Maria Sanudo ∞ Gaspard Sommaripa    | Maria Sanudo ∞ Gaspard Sommaripa                | Maria Sanudo ∞ Gaspard Sommaripa                |                                                 |                                                 |                                                 |                                                 |  |  |  |  |  |  |  |  |  |  |  |  |  |  |  |  |  |  |  |  |  |  |  |  |  |  |  |  |  |  |  |  |
|  |  |                                             |                                             |                                             |                                             | Giacomo Ier Crispo 1397 - 1418              | Giacomo Ier Crispo 1397 - 1418              | Giacomo Ier Crispo 1397 - 1418 | Giacomo Ier Crispo 1397 - 1418 | Giacomo Ier Crispo 1397 - 1418                    | Giacomo Ier Crispo 1397 - 1418                    |                                                   |                                                   |                                                   |                                                   |                                          |                                          |                                                                  |                                                                  |                                                                  |                                                                  | Niccolo dalle Carceri 1371 - 1383                                | Niccolo dalle Carceri 1371 - 1383                                | Niccolo dalle Carceri 1371 - 1383 | Niccolo dalle Carceri 1371 - 1383 | Niccolo dalle Carceri 1371 - 1383                         | Niccolo dalle Carceri 1371 - 1383                         |                                                           |                                                           | Maria Sanudo ∞ Gaspard Sommaripa                          | Maria Sanudo ∞ Gaspard Sommaripa                          | Maria Sanudo ∞ Gaspard Sommaripa    | Maria Sanudo ∞ Gaspard Sommaripa    | Maria Sanudo ∞ Gaspard Sommaripa                | Maria Sanudo ∞ Gaspard Sommaripa                |                                                 |                                                 |                                                 |                                                 |  |  |  |  |  |  |  |  |  |  |  |  |  |  |  |  |  |  |  |  |  |  |  |  |  |  |  |  |  |  |  |  |
|  |  |                                             |                                             |                                             |                                             |                                             |                                             |                                |                                |                                                   |                                                   |                                                   |                                                   |                                                   |                                                   |                                          |                                          |                                                                  |                                                                  |                                                                  |                                                                  |                                                                  |                                                                  |                                   |                                   |                                                           |                                                           |                                                           |                                                           | Fiorenza Sanudo-Sommaripa                                 |                                                           |                                     |                                     |                                                 |                                                 |                                                 |                                                 |                                                 |                                                 |  |  |  |  |  |  |  |  |  |  |  |  |  |  |  |  |  |  |  |  |  |  |  |  |  |  |  |  |  |  |  |  |
|  |  |                                             |                                             |                                             |                                             |                                             |                                             |                                |                                |                                                   |                                                   |                                                   |                                                   |                                                   |                                                   |                                          |                                          |                                                                  |                                                                  |                                                                  |                                                                  |                                                                  |                                                                  |                                   |                                   |                                                           |                                                           |                                                           |                                                           |                                                           |                                                           |                                     |                                     |                                                 |                                                 |                                                 |                                                 |                                                 |                                                 |  |  |  |  |  |  |  |  |  |  |  |  |  |  |  |  |  |  |  |  |  |  |  |  |  |  |  |  |  |  |  |  |
|  |  |                                             |                                             |                                             |                                             |                                             |                                             |                                |                                |                                                   |                                                   |                                                   |                                                   |                                                   |                                                   |                                          |                                          |                                                                  |                                                                  |                                                                  |                                                                  |                                                                  |                                                                  |                                   |                                   |                                                           |                                                           |                                                           |                                                           |                                                           |                                                           |                                     |                                     |                                                 |                                                 |                                                 |                                                 |                                                 |                                                 |  |  |  |  |  |  |  |  |  |  |  |  |  |  |  |  |  |  |  |  |  |  |  |  |  |  |  |  |  |  |  |  |
|  |  |                                             |                                             |                                             |                                             |                                             |                                             |                                |                                |                                                   |                                                   |                                                   |                                                   |                                                   |                                                   |                                          |                                          | Famille Crispo                                                   |                                                                  |                                                                  |                                                                  |                                                                  |                                                                  |                                   |                                   |                                                           |                                                           |                                                           |                                                           |                                                           |                                                           |                                     |                                     |                                                 |                                                 |                                                 |                                                 |                                                 |                                                 |  |  |  |  |  |  |  |  |  |  |  |  |  |  |  |  |  |  |  |  |  |  |  |  |  |  |  |  |  |  |  |  |